# Ruppersdorfer Wasser
Das Ruppersdorfer Wasser, auch Ruppersdorfer Bach genannt, ist ein etwas über sechs Kilometer langer Bach, der in zwei Quellarmen am Osthang des Kottmars entspringt und Ruppersdorf in östlicher Richtung durchfließt, bevor er nahe dem Schloss Niederruppersdorf in den Petersbach mündet. Auf seinem Weg überwindet der Bach einen Höhenunterschied von etwa 130 Metern.

## Nutzung
Wie bei vielen Oberlausitzer Bächen wurde das Wasser des Ruppersdorfer Wassers früher als Antrieb für mehrere Mühlen und Sägewerke genutzt. 1928 wurde an den Quellarmen ein Wasserreservoir angelegt, das die heute nicht mehr genutzte Ruppersdorfer Trinkwasserleitung speiste.